# Night of the Living Dead (1968)
Night of the Living Dead är en amerikansk skräckfilm från 1968. Den är regisserad, fotad och klippt av George A. Romero, som även skrev manuset tillsammans med John Russo. Huvudrollerna spelas av Duane Jones och Judith O'Dea.
Filmen handlar om sju personer som blir instängda i ett hus på landsbygden i västra Pennsylvania på grund av att en stor och växande ansamling av "levande döda" monster omringar dem.
Filmen blev en stor succé trots att den var svartvit, just på grund av dess låga budget.
Den färdigställdes på 114 000 dollar och filmades utanför Pittsburgh där den också hade premiär den 1 oktober 1968. Den drog in 12 miljoner dollar landet över och 18 miljoner dollar världen över, vilket innebar att intäkterna översteg budgeten 250 gånger. Night of the Living Dead blev genombrottet för Romero, som tidigare bara hade gjort reklamfilmer.
Night of the Living Dead anses vara en kultfilm bland filmvetare och kritiker, trots att den inledningsvis möttes av hård kritik för sitt blodiga innehåll. Med tiden väcktes dock populariteten och 1999 införlivades filmen i Library of Congress underavdelning National Film Registry, eftersom den ansågs vara en "kulturellt, historiskt, eller estetiskt signifikant film".
Filmen blev den första amerikanska skräckfilmen med en svart huvudrollsinnehavare i Jones.
Den anses allmänt vara den första moderna zombiefilmen trots att ordet "zombie" inte nämns i filmen. Regissören tänkte sig i stället de döda som "ghouler".

## Rollista
- Duane Jones - Ben
- Judith O'Dea - Barbra
- Karl Hardman - Harry Cooper
- Marilyn Eastman - Helen Cooper/Krypätande zombie
- Keith Wayne - Tom
- Judith Ridley - Judy
- Kyra Schon - Karen Cooper/Kroppen på övervåningen